# 埃亚勒·扎米尔
埃亚勒·扎米尔（希伯來語：אייל זמיר，1966年1月26日—），以色列陸軍中將，2025年3月起就任以色列國防軍總參謀長，此前例任以色列國防部總司長等職、2018年至2021年间担任以色列国防军副总参谋长。